# The Blinding
The Blinding EP è un EP della band indie rock inglese Babyshambles. Questo EP è il primo disco pubblicato con la major Parlophone. The Blinding EP è stato pubblicato il 4 dicembre 2006 in Gran Bretagna dalla casa discografica Regal ricevendo ottime critiche e il 5 dicembre è stato pubblicato negli Stati Uniti dalla Capitol Records.
Dopo una sola settimana dalla sua pubblicazione l'album raggiunge la seconda posizione negli album più venduti su iTunes.
In Gran Bretagna l'album raggiunse la sessantaduesima posizione.

## Tracce
Tutti i testi sono scritti da Pete Doherty e la musica è composta dai Babyshambles.
1. The Blinding – 2:59
2. Love You But You're Green – 4:35
3. I Wish – 2:47
4. Beg, Steal or Borrow – 3:07
5. Sedative – 4:04

## Formazione
- Pete Doherty - voce, chitarra
- Drew Mcconnell - basso
- Adam Ficek - batteria
- Mick Whitnall - chitarra elettrica

## Curiosità
- La copertina è stata disegnata da Pete Doherty.
- Il brano "Love You But You're Green" è basato su un romanzo di Graham Greene. In un'intervista all'NME Doherty afferma: "Love But You're Green è una canzone pericolosa, è un brano cattivo. Fa sembrare gli Oasis i The Smurfs". Ha anche definito "The Blinding" "sinistro" e ha ricordato che "I Wish" è "la canzone più strana che abbia mai scritto".
- "French Dog Blues" doveva essere originariamente pubblicata su "The Blinding", ma poi venne inserita nella track list di Shotter's Nation
- Sono stati girati due video: "The Blinding" (diretto da Julien Temple) e "Love But You're Green".
- "The Blinding" originariamente era un brano dei The Libertines ed è suonata in "Lots and Lots of Song" nel loro "Babyshambles Sessions".